# Емельянов, Геннадий Егорович
Геннадий Егорович Емельянов (род. 1 января 1957, пос. Карамалинка, Татарская АССР, РСФСР, СССР) — российский политик, сенатор Российской Федерации (с 2019), представитель от законодательного органа государственной власти — Государственного Совета Республики Татарстан..
Член Комитета Совета Федерации по аграрно-продовольственной политике и природопользованию.
Из-за поддержки российско-украинской войны — под санкциями 27 стран ЕС, Великобритании, США, Канады, Швейцарии, Австралии, Украины, Новой Зеландии.

## Биография
Геннадий Егорович Емельянов родился в пос. Карамалинка, Татарская АССР, 1 января 1957 года. До 1979 года трудился автослесарем пассажирского автотранспортного объединения города Нижнекамска.
С 1979 по 1987 год работал на различных автотранспортных предприятиях города Нижнекамска. В 1987 году получил диплом о высшем образовании, окончив Казанский химико-технологический институт им. С. М. Кирова и на протяжении двенадцати лет являлся главным инженером, директором автотранспортной колонны «Камэнергостройпром».
До 2004 года занимал должность Первого заместителя главы администрации города Набережные Челны. С 2004 на протяжении двух лет возглавлял администрацию Зеленодольского района и города Зеленодольска. В течение следующих трёх лет выступал главой муниципального образования «Зеленодольский муниципальный район», председатель Совета Зеленодольского муниципального района.
С 2009 по 2010 год являлся Министром транспорта и дорожного хозяйства Республики Татарстан. После назначен руководителем исполнительного комитета Елабужского района.
15 октября 2010 года занял пост мэра города Елабуга, главы Елабужского муниципального района.
В сентябре 2019 года избрался депутатом Государственного Совета Республики Татарстан VI созыва.
По итогам выборов в Государственный Совет Республики Татарстан 8 сентября 2019 года «Единая Россия» получила 82 места из 100. Депутаты совета Елабужского района приняли отставку Емельянова 19 сентября, а 20 сентября фракция «Единой России» на первом заседании нового состава Госсовета предложила его кандидатуру на пост члена Совета Федерации, представителя от законодательного органа государственной власти Татарстана. В этот же день он был избран, получив 87 голосов, но это решение вступило в силу 2 октября (25 сентября Госсовет Татарстана досрочно прекратил депутатские полномочия Емельянова).

## Международные санкции
Из-за поддержки российской агрессии и нарушения территориальной целостности Украины во время российско-украинской войны находится под персональными международными санкциями разных стран.
23 марта 2022 года, на фоне вторжения России на Украину, Емельянов внесён в санкционный список Канады «соратников режима» за содействие в нарушения суверенитета и территориальной целостности Украины.
30 сентября 2022 года внесён санкционный список Соединенных Штатов Америки «за аннексию Путиным регионов Украины» и одобрение закона о фейках.
9 марта  2022 года попал под санкциями всех стран Европейского союза за поддержку и реализации политики, подрывающую территориальную целостность, суверенитет и независимость Украины
По аналогичным основаниям с 15 марта 2022 года находится под санкциями Великобритании. С 16 марта 2022 года находится под санкциями Швейцарии. С 21 апреля 2022 года находится под санкциями Австралии. Указом президента Украины Владимира Зеленского от 7 сентября 2022 находится под санкциями Украины. С 3 мая 2022 года находится под санкциями Новой Зеландии.

## Семья
Женат. Воспитывает дочь и сына.